# Cédric Berrest
Cédric Berrest (ur. 2 kwietnia 1985 w Clermont-Ferrand) – francuski wioślarz, wicemistrz świata, brązowy medalista w wioślarskiej czwórce podwójnej podczas Letnich Igrzysk Olimpijskich w Pekinie.

## Osiągnięcia
- Mistrzostwa Świata Juniorów – Troki 2002 – jedynka – 3. miejsce[1].
- Mistrzostwa Świata Juniorów – Ateny 2003 – jedynka – 8. miejsce[1].
- Puchar Świata 2004[1]:
  - I etap: Poznań – czwórka podwójna – 6. miejsce.
  - II etap: Monachium – czwórka podwójna – 8. miejsce.
  - III etap: Lucerna – czwórka podwójna – brak[2].
- Igrzyska Olimpijskie – Ateny 2004 – czwórka podwójna – 13. miejsce[1].
- Mistrzostwa Świata – Gifu 2005 – czwórka podwójna – 5. miejsce[1].
- Puchar Świata 2005[1]:
  - III etap: Lucerna – czwórka podwójna – 8. miejsce.
- Puchar Świata 2006[1]:
  - I etap: Monachium – dwójka podwójna – 8. miejsce.
  - II etap: Poznań – czwórka podwójna – 2. miejsce.
- Mistrzostwa Świata – Eton 2006 – czwórka podwójna – 10. miejsce[1].
- Puchar Świata 2007[1]:
  - III etap: Lucerna – czwórka podwójna – 2. miejsce.
- Mistrzostwa Świata – Monachium 2007 – czwórka podwójna – 2. miejsce[1].
- Puchar Świata 2008[1]:
  - I etap: Monachium – czwórka podwójna – 3. miejsce.
  - II etap: Lucerna – czwórka podwójna – 4. miejsce.
  - III etap: Poznań – czwórka podwójna – 2. miejsce.
- Igrzyska Olimpijskie – Pekin 2008 – czwórka podwójna – 3. miejsce[1].
- Puchar Świata 2009[1]:
  - I etap: Banyole – dwójka podwójna – 2. miejsce.
  - III etap: Lucerna – dwójka podwójna – 2. miejsce.
- Mistrzostwa Świata – Poznań 2009 – dwójka podwójna – 2. miejsce[1].
- Mistrzostwa Europy – Montemor-o-Velho 2010 – dwójka podwójna – 1. miejsce[1].
- Mistrzostwa Świata – Bled 2011 – dwójka podwójna – 3. miejsce[1].